# Parasietkorst
De parasietkorst (Normandina acroglypta) is een korstmos behorend tot de familie Verrucariaceae. Hij komt voor op bomen en leeft in symbiose met de alg Trebouxia.

## Kenmerken

### Uiterlijke kenmerken
Bij droge omstandigheden is het thallus grijsgroen van kleur. De ascomata perithecia meten 200 tot 450 µm en zijn verzonken in het thallus. 

### Microscopische kenmerken
De asci zijn cilindrisch en zeer dikwandig als ze jong zijn, dunwandig naarmate ze ouder worden en meten 78-105 × 23-28 µm. De ascosporen zijn cilindrisch, met stomp afgeronde toppen, (5-)7-septaat, zonder perispore en meten 31-37 (-39) × 6,5-8 μm.

## Verspreiding
In Nederland komt de parasietkorst zeer zeldzaam voor. Hij staat op de rode lijst in de categorie 'Gevoelig'.